# 标致雪铁龙PF3平台
标致雪铁龙PF3平台是标致雪铁龙集团使用一款全球通用的大型家用车平台。
雪铁龙C5、標緻407、雪铁龙C5、标致508以及雪铁龙C6均基于该平台开发。